# Gevorg Szahakján
Gevorg Szahakján (eredet örmény nevén: Գեւորգ Սահակյան) (1990. január 15. –) örmény származású, lengyel kötöttfogású birkózó. A 2018-as birkózó-világbajnokságon a bronzérmet nyert 67 kg-os súlycsoportban, kötöttfogásban. 2016 óta lengyel színekben versenyez. A 2014-es és a 2013-as katonai közelharc világbajnokságon egy arany és egy ezüstérmet szerzett.

## Sportpályafutása
A 2018-as birkózó-világbajnokságon a bronzmérkőzésig jutott, ahol 7–0-ra verte a horvát Daniel Janečić-et.